# Лиевский, Марцин
Марцин Лиевский (пол. Marcin Lijewski; род. 21 сентября 1977, Кротошин) — польский гандболист, игравший на позиции правого полусреднего; тренер. 

## Карьера

### Клубная
Марцин Лиевский начинал профессиональную карьеру в клубе Ostrovia Ostrów Wlkp. В 1996 году Лиевский перешёл в Выбжеже Гданьск. В 2001 году Марцин Лиевский перешёл в Орлен Плоцк. В 2002 году Лиевский перешёл в немецкий клуб Фленсбург-Хандевитт. В 2004 году Марцин Лиевский стал в составе Фленсбург-Хандевитт выиграл чемпионат Германии. В 2008 году Марцин Лиевский перешёл в немецкий клуб ГК Гамбург. В составе ГК Гамбург Лиевский стал в 2011 году стал чемпионом Германии, а в 2013 году выиграл лиги чемпионов ЕГФ. В 2013 году Марцин Лиевский перешёл в Орлен Висла Плоцк. В 2014 году Лиевский стал игроком Wybrzeże Gdańsk. 

### В сборной
Марцин Лиевский сыграл за сборную Польши 251 матч и забросил 711 мячей.

## Достижения

### В сборной
- Серебряный призёр чемпионата мира: 2007

### В клубах
- Чемпион Германии: 2004, 2011
- Обладатель кубка Германии: 2010
- Суперкубок Германии: 2009, 2010
- Кубок Германии: 2003, 2004, 2005
- Лига чемпионов ЕГФ: 2013